# Mariangela Melato

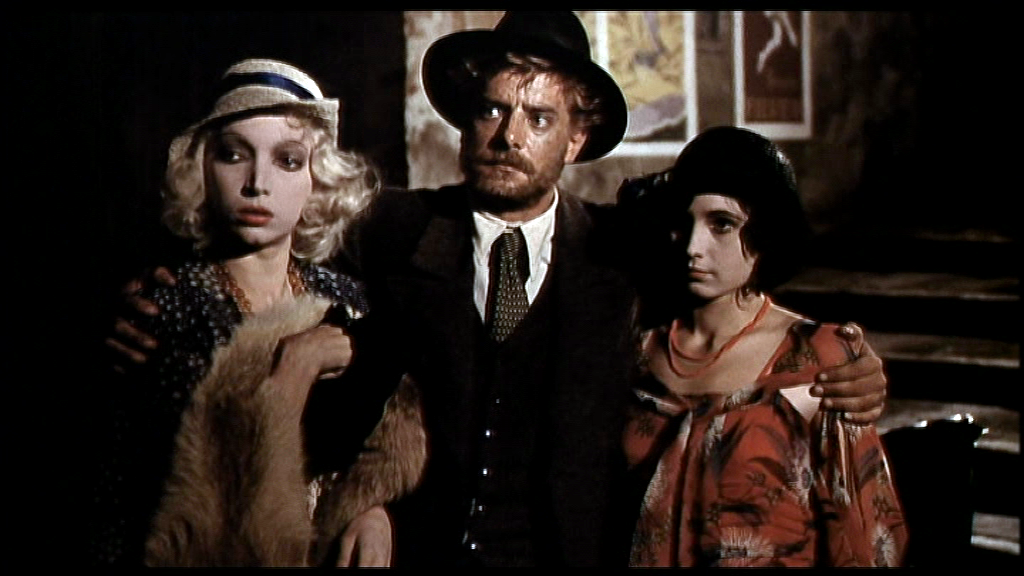
Fotograma de la película de 1973 Amor y anarquía, de Lina Wertmüller: Mariangela Melato, Giancarlo Giannini y Lina Polito (n. 1954).

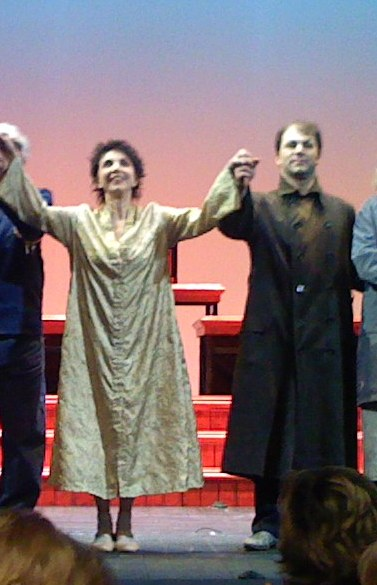
En el 2009, en El alma buena de Szechwan, de Bertolt Brecht.

Mariangela Melato (Milán, 19 de septiembre de 1941-Roma, 11 de enero de 2013) fue una actriz italiana de cine, televisión y teatro, ganadora del Nastro d'argento y del David de Donatello. En 1984 recibió la placa especial como múltiple ganadora del premio junto a Alberto Sordi, Nino Manfredi, Monica Vitti, Sophia Loren y Vittorio Gassman.

## Biografía
Melato fue hija de una modista y un policía, y hermana de actriz Anna Melato, estudió en la Academia de Brera y comenzó a trabajar en cine en Binario cieco.
De 1963 a 1965 trabajó con Dario Fo en  Settimo: ruba un po' meno y La colpa è sempre del diavolo, en 1967 con Luchino Visconti y en 1968 en Orlando furioso de Luca Ronconi.
La década de 1970 fue su más fructífero período cinematográfico junto a Nino Manfredi, Vittorio De Sica, Giancarlo Giannini y Lina Wertmüller. Posteriormente, trabajó con Claude Chabrol, Giorgio Strehler, Elio Petri, Luigi Comencini y Pupi Avati.
Murió a los 71 años de cáncer de páncreas en Roma.

## Trayectoria
En teatro, participó en obras como Medea, Fedra, ¿Quién le teme a Virginia Woolf?, Casa de muñecas, A Electra le sienta bien el luto, La fierecilla domada, El alma buena de Szechwan, Un tranvía llamado Deseo, Madre Coraje y sus hijos, Las troyanas y otros clásicos.

## Filmografía
| Año  | Película                             | Rol                          | Notas                   |
| ---- | ------------------------------------ | ---------------------------- | ----------------------- |
| 2013 | Sola ne me vo....                    | Marinagela                   |                         |
| 2010 | Filumena Marturano                   | Filumena Marturano           | Película de televisión  |
| 2008 | Rebeca, la primera esposa            | Signora Danvers              | Película de televisión  |
| 2005 | Vieni via con me                     | Maria Grande                 |                         |
| 2004 | L'amore ritorna                      | Federica Strozzi             |                         |
| 2001 | L'amore probabilmente                | Mariangela Melato            |                         |
| 2000 | La vita cambia                       | Viola                        | Película de televisión  |
| 1999 | Un uomo perbene                      | Anna Tortora                 |                         |
| 1999 | Panni sporchi                        | Cinzia                       |                         |
| 1997 | L'avvocato delle donne               | Irene Salvi                  | Miniserie de televisión |
| 1994 | Due volte vent'anni                  | Marianne                     | Película de televisión  |
| 1993 | La fine è nota                       | Elena Malva                  |                         |
| 1992 | Le chinois                           | Valeria Contini              | Miniserie de televisión |
| 1992 | Una vita in gioco 2                  | Marianna                     | Película de televisión  |
| 1991 | Una vita in gioco                    | Marianna                     | Película de televisión  |
| 1990 | Anna dei miracoli                    | Annie Sullivan               | Película de televisión  |
| 1989 | Medea                                | Medea                        | Película de televisión  |
| 1989 | Mortacci                             | Jolanda                      |                         |
| 1989 | Cuatro historias de mujeres          | Emma                         | Miniserie de televisión |
| 1988 | Piazza Navona                        | Elena                        | Serie de televisión     |
| 1987 | Dancers                              | Contessa                     |                         |
| 1986 | Noche de verano                      | Fulvia Bolk                  |                         |
| 1986 | Vestire gli ignudi                   | Ersilia Drei                 | Película de televisión  |
| 1986 | Lulu                                 | Lulu                         | Película de televisión  |
| 1985 | Figlio mio, infinitamente caro       | Stefania                     |                         |
|      | Segreti segreti                      | Giuliana                     |                         |
| 1983 | Il petomane                          | Catherine                    |                         |
| 1982 | Il buon soldato                      | Marta                        |                         |
| 1982 | Domani si balla!                     | Mariangela                   |                         |
| 1982 | Bello mio bellezza mia               | Armida                       |                         |
| 1981 | Profesor a mi medida                 | Lira                         |                         |
| 1981 | Aiutami a sognare                    | Francesca                    |                         |
| 1980 | Flash Gordon                         | Kala                         |                         |
| 1980 | Vaticano show                        | Actriz no elegida            |                         |
| 1980 | Una mujer italiana                   | Marta Cassetti               |                         |
| 1979 | I giorni cantati                     | Angela                       |                         |
| 1979 | Dimenticare Venezia                  | Anna                         |                         |
| 1978 | Saxofone                             | Fiorenza                     |                         |
| 1977 | Il gatto                             | Ofelia Pecoraro              |                         |
| 1977 | Casotto                              | Giulia                       |                         |
| 1977 | La presidentessa                     | Yvette Jolifleur             |                         |
| 1976 | Caro Michele                         | Mara Castorelli              |                         |
| 1976 | Todo modo                            | Giacinta                     |                         |
| 1975 | Attenti al buffone                   | Giulia                       |                         |
| 1975 | El árbol de Guernica                 | Vandale                      |                         |
| 1975 | Los signos del zodiaco               | Marietta 'Claquette'         |                         |
| 1975 | Faccia di spia                       | Tania                        |                         |
| 1975 | Orestea                              | Cassandra                    | Película de televisión  |
| 1974 | Moisés                               | Princesa Bithia              | Miniserie de televisión |
| 1974 | Orlando furioso                      | Olimpia                      | Miniserie de televisión |
| 1974 | Insólita aventura de verano          | Raffaela Pavone Lanzetti     |                         |
| 1974 | Giovanna la incorruptible            | Giovanna 'Gianna' Abbastanzi |                         |
| 1974 | Por la sangre de otros               | Hija del alcalde             |                         |
| 1974 | Nada                                 | Veronique Cash               |                         |
| 1973 | Amor y anarquía                      | Salomè                       |                         |
| 1972 | Il generale dorme in piedi           | Lola Pigna                   |                         |
| 1972 | ¿Y cuándo llegará Andrés?            | Maria Ambrogini Antonazzi    |                         |
| 1972 | La policía agradece                  | Sandra                       |                         |
| 1972 | Mimí metalúrgico, herido en su honor | Fiorella Meneghini           |                         |
| 1972 | Jaque mate siciliano                 | Rosaria Licata               |                         |
| 1971 | Incontro                             | La amiga de Claudia          |                         |
| 1971 | Cometogether                         | Enfermera                    |                         |
| 1971 | La classe operaia va in paradiso     | Lidia                        |                         |
| 1971 | Las tentaciones de Benedetto         | Maestrina                    |                         |
| 1970 | Viviere insieme                      | Mara Rinaldi                 | Serie de televisión     |
| 1970 | Las tentaciones de Enriqueta         | Marisa do Sol                |                         |
| 1970 | El cura casado                       | Prostituta                   |                         |
| 1970 | Thomas... ...gli indemoniati         | Zoe                          |                         |
| 1970 | L'invasion                           | Valentina                    |                         |
| 1970 | Contestazione generale               |                              |                         |